# Simão
Simão Pedro Fonseca Sabrosa (Constantim, 31 oktober 1979), kortweg Simão, is een Portugese voormalig voetballer. De vleugelaanvaller speelde voor Sporting Lissabon, FC Barcelona, SL Benfica, Atlético Madrid, Beşiktaş, RCD Espanyol en NorthEast United FC. In 1998 debuteerde hij in het Portugees voetbalelftal, waarvoor hij in totaal 85 interlands speelde.

## Clubvoetbal
Simão werd geboren in het bergdorpje Constantim in de gemeente Vila Real. Hij begon als clubvoetballer bij Escola Diogo Cão. Op een jeugdtoernooi in Coimbra viel de aandacht van Sporting Clube de Portugal en FC Porto op Simão. Hij koos voor eerstgenoemde club en na een testweek in de Portugese hoofdstad kwam Simão in november 1992 bij de jeugdopleiding van Sporting. Hij doorliep vervolgens de verschillende jeugdteams. Op 18 mei 1997 debuteerde hij op 17-jarige leeftijd in het eerste elftal tegen SC Salgueiros en Simão was meteen trefzeker. Na zijn debuut speelde Simão dat seizoen in nog één competitiewedstrijd. In het volgende seizoen speelde hij afwisselend voor het eerste elftal en het beloftenelftal. In het seizoen 1998/1999 werd Simão een vaste waarde voor het eerste elftal. Hij speelde dertig competitiewedstrijden, waarin hij tien doelpunten maakte.
In 1999 werd Simão gecontracteerd door FC Barcelona. Men zag in hem een nieuwe Luís Figo: beide spelers waren Portugese vleugelaanvallers afkomstig van Sporting. In zijn eerste seizoen in Spanje was Simão vooral stand-in voor de echte Figo. Toch kwam hij tot 21 competitieduels, waarvan 12 als invaller, en een doelpunt. Na het vertrek van Figo naar Real Madrid was Simão in de eerste fase van het seizoen 2000/2001 een vaste waarde in het team van trainer Llorenç Serra Ferrer. Begin 2001 raakte Simão echter geblesseerd. Toen hij hersteld was, was zijn basisplaats vergeven en Simão raakte op een zijspoor. In de zomer van 2001 keerde Simão daardoor terug naar Lissabon.
Simão werd met een transfersom van 12 miljoen euro een van de topaankopen van SL Benfica, de aartsrivaal van zijn oude club Sporting. Simão groeide uit tot een van de belangrijkste spelers van Benfica in deze periode. Simão was jaarlijks clubtopscorer en in het seizoen 2002/2003 met achttien doelpunten zelfs algeheel topscorer. De aanvaller werd bovendien aanvoerder van Benfica en uiteindelijk werd in 2005 de club landskampioen, voor het eerst in elf jaar tijd.
In 2007 keerde Simão terug naar Spanje. Hij werd voor twintig miljoen euro gekocht door Atlético de Madrid. De aanvaller werd een vaste waarde en vanaf 2009 was Simão reserve-aanvoerder van Los Colchoneros. Met Atlético won hij 2010 de Europa League en de Europese Supercup. In december 2010 werd Simão gecontracteerd door het Turkse Beşiktaş JK. In 2012 tekende Simão voor Espanyol waarvoor hij ruim dan 60 officiële duels speelde. Medio 2015 vertrok de rappe vleugelspeler naar India om voor NorthEast United FC te gaan spelen. Zijn verblijf bij de club bleef beperkt tot een half seizoen.

## Clubstatistieken
| Seizoen     | Club              | Competitie          | Competitie | Competitie | Competitie | Beker | Beker | Beker | Internationaal | Internationaal | Internationaal | Totaal | Totaal | Totaal |
| Seizoen     | Club              | Competitie          | Wed.       | Dlp.       | Ass.       | Wed.  | Dlp.  | Ass.  | Wed.           | Dlp.           | Ass.           | Wed.   | Dlp.   | Ass.   |
| ----------- | ----------------- | ------------------- | ---------- | ---------- | ---------- | ----- | ----- | ----- | -------------- | -------------- | -------------- | ------ | ------ | ------ |
| 1997/98     | Sporting Lissabon | SuperLiga           | 1          | 0          | 0          | 0     | 0     | 0     | 2              | 0              | 0              | 3      | 0      | 0      |
| 1998/99     | Sporting Lissabon | SuperLiga           | 2          | 0          | 0          | 0     | 0     | 0     | 2              | 0              | 1              | 4      | 0      | 1      |
| Club Totaal | Club Totaal       | Club Totaal         | 3          | 0          | 0          | 0     | 0     | 0     | 4              | 0              | 1              | 7      | 0      | 1      |
| 1999/00     | FC Barcelona      | Primera División    | 21         | 1          | 0          | 4     | 0     | 0     | 7              | 0              | 2              | 32     | 1      | 2      |
| 2000/01     | FC Barcelona      | Primera División    | 25         | 2          | 4          | 4     | 1     | 0     | 9              | 0              | 2              | 38     | 3      | 6      |
| Club Totaal | Club Totaal       | Club Totaal         | 46         | 3          | 4          | 8     | 1     | 0     | 16             | 0              | 4              | 70     | 4      | 8      |
| 2001/02     | SL Benfica        | SuperLiga           | 26         | 11         | 13         | 0     | 0     | 0     | —              | —              | —              | 26     | 11     | 13     |
| 2002/03     | SL Benfica        | SuperLiga           | 33         | 18         | 13         | 0     | 0     | 0     | —              | —              | —              | 33     | 18     | 13     |
| 2003/04     | SL Benfica        | SuperLiga           | 31         | 12         | 1          | 1     | 1     | 0     | 10             | 2              | 2              | 42     | 15     | 3      |
| 2004/05     | SL Benfica        | SuperLiga           | 34         | 15         | 5          | 3     | 2     | 1     | 10             | 4              | 4              | 47     | 21     | 10     |
| 2005/06     | SL Benfica        | SuperLiga           | 24         | 9          | 2          | 1     | 0     | 0     | 8              | 2              | 0              | 33     | 11     | 2      |
| 2006/07     | SL Benfica        | SuperLiga           | 24         | 11         | 7          | 1     | 0     | 1     | 12             | 4              | 3              | 37     | 15     | 11     |
| Club Totaal | Club Totaal       | Club Totaal         | 172        | 76         | 41         | 6     | 3     | 2     | 40             | 12             | 9              | 218    | 91     | 52     |
| 2007/08     | Atlético Madrid   | Primera División    | 30         | 7          | 5          | 3     | 0     | 1     | 8              | 2              | 1              | 41     | 9      | 7      |
| 2008/09     | Atlético Madrid   | Primera División    | 33         | 7          | 6          | 3     | 0     | 2     | 8              | 2              | 1              | 44     | 9      | 9      |
| 2009/10     | Atlético Madrid   | Primera División    | 34         | 2          | 5          | 8     | 3     | 2     | 17             | 2              | 0              | 59     | 7      | 7      |
| 2010/11     | Atlético Madrid   | Primera División    | 16         | 4          | 5          | 1     | 1     | 0     | 7              | 1              | 3              | 24     | 6      | 8      |
| Club Totaal | Club Totaal       | Club Totaal         | 113        | 20         | 21         | 15    | 4     | 5     | 40             | 7              | 5              | 168    | 31     | 31     |
| 2010/11     | Beşiktaş JK       | Süper Lig           | 15         | 5          | 4          | 5     | 3     | 1     | —              | —              | —              | 20     | 8      | 5      |
| 2011/12     | Beşiktaş JK       | Süper Lig           | 31         | 3          | 6          | 2     | 0     | 0     | 9              | 2              | 1              | 42     | 5      | 7      |
| Club Totaal | Club Totaal       | Club Totaal         | 46         | 8          | 10         | 7     | 3     | 1     | 9              | 2              | 1              | 62     | 13     | 12     |
| 2012/13     | RCD Espanyol      | Primera División    | 26         | 3          | 2          | 1     | 0     | 0     | —              | —              | —              | 27     | 3      | 2      |
| 2013/14     | RCD Espanyol      | Primera División    | 34         | 0          | 6          | 2     | 2     | 1     | —              | —              | —              | 36     | 2      | 7      |
| Club Totaal | Club Totaal       | Club Totaal         | 60         | 3          | 8          | 3     | 2     | 1     | 0              | 0              | 0              | 63     | 5      | 9      |
| 2014/15     | NorthEast United  | Indian Super League | 10         | 3          | 2          | 0     | 0     | 0     | —              | —              | —              | 10     | 3      | 2      |
| Club Totaal | Club Totaal       | Club Totaal         | 10         | 3          | 2          | 0     | 0     | 0     | 0              | 0              | 0              | 10     | 3      | 2      |
| TOTAAL      | TOTAAL            | TOTAAL              | 450        | 113        | 86         | 39    | 13    | 9     | 109            | 21             | 20             | 598    | 147    | 115    |

## Interlandvoetbal
Simão was tevens Portugees international. In 1996 won Simão met Portugal het EK Onder-17 in Oostenrijk en hij werd verkozen tot beste speler van het toernooi. Op 18 november 1998 debuteerde Simão in een oefenwedstrijd tegen Israel in het Portugees nationaal elftal. Als invaller scoorde Simão direct bij zijn debuut. Het WK van 2002 miste Simão door een blessure. In 2004 werd het EK in eigen land zijn eerste grote toernooi. Hij was basisspeler in de openingswedstrijd tegen Griekenland, maar uiteindelijk verloor Simão zijn plek aan Cristiano Ronaldo. Portugal werd verliezend finalist. Op het WK 2006 scoorde Simão tegen Mexico vanuit een strafschop. Na het WK 2010 stopte Simão als international. Op 27 augustus 2010 maakte hij bekend om persoonlijke redenen te zijn gestopt.
| Interlands van Simão Sabrosa voor Portugal | Interlands van Simão Sabrosa voor Portugal | Interlands van Simão Sabrosa voor Portugal | Interlands van Simão Sabrosa voor Portugal | Interlands van Simão Sabrosa voor Portugal | Interlands van Simão Sabrosa voor Portugal |
| №                                          | Datum                                      | Wedstrijd                                  | Uitslag                                    | Competitie                                 | Goals                                      |
| ------------------------------------------ | ------------------------------------------ | ------------------------------------------ | ------------------------------------------ | ------------------------------------------ | ------------------------------------------ |
| 1                                          | 18 Nov 1998                                | Portugal – Israël                          | 2–0                                        | Vriendschappelijk                          | Goal                                       |
| 2                                          | 16 Aug 2000                                | Portugal – Litouwen                        | 5–1                                        | Vriendschappelijk                          |                                            |
| 3                                          | 03 Sep 2000                                | Estland – Portugal                         | 1–3                                        | WK-kwalificatie                            |                                            |
| 4                                          | 07 Oct 2000                                | Portugal – Ierland                         | 1–1                                        | WK-kwalificatie                            |                                            |
| 5                                          | 11 Oct 2000                                | Nederland – Portugal                       | 0–2                                        | WK-kwalificatie                            |                                            |
| 6                                          | 15 Nov 2000                                | Portugal – Israël                          | 2–1                                        | Vriendschappelijk                          |                                            |
| 7                                          | 25 Apr 2001                                | Frankrijk – Portugal                       | 4–0                                        | Vriendschappelijk                          |                                            |
| 8                                          | 15 Aug 2001                                | Portugal – Moldavië                        | 3–0                                        | Vriendschappelijk                          |                                            |
| 9                                          | 01 Sep 2001                                | Andorra – Portugal                         | 1–7                                        | WK-kwalificatie                            |                                            |
| 10                                         | 05 Sep 2001                                | Cyprus – Portugal                          | 1–3                                        | WK-kwalificatie                            |                                            |
| 11                                         | 06 Oct 2001                                | Portugal – Estland                         | 5–0                                        | WK-kwalificatie                            |                                            |
| 12                                         | 13 Feb 2002                                | Spanje – Portugal                          | 1–1                                        | Vriendschappelijk                          |                                            |
| 13                                         | 27 Mar 2002                                | Portugal – Finland                         | 1–4                                        | Vriendschappelijk                          |                                            |
| 14                                         | 07 Sep 2002                                | Engeland – Portugal                        | 1–1                                        | Vriendschappelijk                          |                                            |
| 15                                         | 20 Nov 2002                                | Portugal – Schotland                       | 2–0                                        | Vriendschappelijk                          |                                            |
| 16                                         | 12 Feb 2003                                | Italië – Portugal                          | 1–0                                        | Vriendschappelijk                          |                                            |
| 17                                         | 29 Mar 2003                                | Portugal – Brazilië                        | 2–1                                        | Vriendschappelijk                          |                                            |
| 18                                         | 02 Apr 2003                                | Macedonië – Portugal                       | 0–1                                        | Vriendschappelijk                          |                                            |
| 19                                         | 30 Apr 2003                                | Nederland – Portugal                       | 1–1                                        | Vriendschappelijk                          | Goal                                       |
| 20                                         | 20 Aug 2003                                | Portugal – Kazachstan                      | 1–0                                        | Vriendschappelijk                          | Goal                                       |
| 21                                         | 11 Oct 2003                                | Portugal – Albanië                         | 5–3                                        | Vriendschappelijk                          | Goal                                       |
| 22                                         | 15 Nov 2003                                | Portugal – Griekenland                     | 1–1                                        | Vriendschappelijk                          |                                            |
| 23                                         | 19 Nov 2003                                | Portugal – Koeweit                         | 8–0                                        | Vriendschappelijk                          |                                            |
| 24                                         | 18 Feb 2004                                | Portugal – Engeland                        | 1–1                                        | Vriendschappelijk                          |                                            |
| 25                                         | 31 Mar 2004                                | Portugal – Italië                          | 1–2                                        | Vriendschappelijk                          |                                            |
| 26                                         | 28 Apr 2004                                | Portugal – Zweden                          | 2–2                                        | Vriendschappelijk                          |                                            |
| 27                                         | 29 May 2004                                | Portugal – Luxemburg                       | 3–0                                        | Vriendschappelijk                          |                                            |
| 28                                         | 05 Jun 2004                                | Portugal – Litouwen                        | 4–1                                        | Vriendschappelijk                          |                                            |
| 29                                         | 12 Jun 2004                                | Portugal – Griekenland                     | 1–2                                        | EK-eindronde                               |                                            |
| 30                                         | 16 Jun 2004                                | Portugal – Rusland                         | 2–0                                        | EK-eindronde                               |                                            |
| 31                                         | 24 Jun 2004                                | Portugal – Engeland                        | 2–2                                        | EK-eindronde                               |                                            |
| 32                                         | 04 Sep 2004                                | Letland – Portugal                         | 0–2                                        | WK-kwalificatie                            |                                            |
| 33                                         | 08 Sep 2004                                | Portugal – Estland                         | 4–0                                        | WK-kwalificatie                            |                                            |
| 34                                         | 09 Oct 2004                                | Liechtenstein – Portugal                   | 2–2                                        | WK-kwalificatie                            |                                            |
| 35                                         | 13 Oct 2004                                | Portugal – Rusland                         | 7–1                                        | WK-kwalificatie                            | Goal                                       |
| 36                                         | 10 Feb 2005                                | Ierland – Portugal                         | 1–0                                        | Vriendschappelijk                          |                                            |
| 37                                         | 26 Mar 2005                                | Portugal – Canada                          | 4–1                                        | Vriendschappelijk                          |                                            |
| 38                                         | 30 Mar 2005                                | Slowakije – Portugal                       | 1–1                                        | WK-kwalificatie                            |                                            |
| 39                                         | 03 Sep 2005                                | Portugal – Luxemburg                       | 6–0                                        | WK-kwalificatie                            | Goal · Goal                                |
| 40                                         | 07 Sep 2005                                | Rusland – Portugal                         | 0–0                                        | WK-kwalificatie                            |                                            |
| 41                                         | 08 Oct 2005                                | Portugal – Liechtenstein                   | 2–1                                        | WK-kwalificatie                            |                                            |
| 42                                         | 27 May 2006                                | Portugal – Kaapverdië                      | 4–1                                        | Vriendschappelijk                          |                                            |
| 43                                         | 03 Jun 2006                                | Luxemburg – Portugal                       | 0–3                                        | Vriendschappelijk                          | Goal · Goal                                |
| 44                                         | 11 Jun 2006                                | Angola – Portugal                          | 0–1                                        | WK-eindronde                               |                                            |
| 45                                         | 17 Jun 2006                                | Portugal – Iran                            | 2–0                                        | WK-eindronde                               |                                            |
| 46                                         | 21 Jun 2006                                | Portugal – Mexico                          | 2–1                                        | WK-eindronde                               |                                            |
| 47                                         | 25 Jun 2006                                | Portugal – Nederland                       | 1–0                                        | WK-eindronde                               |                                            |
| 48                                         | 01 Jul 2006                                | Engeland – Portugal                        | 0–0                                        | WK-eindronde                               |                                            |
| 49                                         | 05 Jul 2006                                | Frankrijk – Portugal                       | 1–0                                        | WK-eindronde                               |                                            |
| 50                                         | 08 Jul 2006                                | Duitsland – Portugal                       | 3–1                                        | WK-eindronde                               |                                            |
| 51                                         | 07 Oct 2006                                | Portugal – Azerbeidzjan                    | 3–0                                        | EK-kwalificatie                            |                                            |
| 52                                         | 11 Oct 2006                                | Polen – Portugal                           | 2–1                                        | EK-kwalificatie                            |                                            |
| 53                                         | 15 Nov 2006                                | Portugal – Kazachstan                      | 3–0                                        | EK-kwalificatie                            | Goal · Goal                                |
| 54                                         | 06 Feb 2007                                | Portugal – Brazilië                        | 2–0                                        | Vriendschappelijk                          | Goal                                       |
| 55                                         | 28 Mar 2007                                | Servië – Portugal                          | 1–1                                        | EK-kwalificatie                            |                                            |
| 56                                         | 22 Aug 2007                                | Armenië – Portugal                         | 1–1                                        | EK-kwalificatie                            |                                            |
| 57                                         | 08 Sep 2007                                | Portugal – Polen                           | 2–2                                        | EK-kwalificatie                            |                                            |
| 58                                         | 12 Sep 2007                                | Portugal – Servië                          | 1–1                                        | EK-kwalificatie                            | Goal                                       |
| 59                                         | 17 Nov 2007                                | Portugal – Armenië                         | 1–0                                        | EK-kwalificatie                            |                                            |
| 60                                         | 26 Mar 2008                                | Portugal – Griekenland                     | 1–2                                        | Vriendschappelijk                          |                                            |
| 61                                         | 31 May 2008                                | Portugal – Georgië                         | 2–0                                        | Vriendschappelijk                          | Goal                                       |
| 62                                         | 07 Jun 2008                                | Portugal – Turkije                         | 2–0                                        | EK-eindronde                               |                                            |
| 63                                         | 11 Jun 2008                                | Tsjechië – Portugal                        | 1–3                                        | EK-eindronde                               |                                            |
| 64                                         | 19 Jun 2008                                | Duitsland – Portugal                       | 3–2                                        | EK-eindronde                               |                                            |
| 65                                         | 20 Aug 2008                                | Portugal – Faeröer                         | 5–0                                        | Vriendschappelijk                          | Goal                                       |
| 66                                         | 06 Sep 2008                                | Malta – Portugal                           | 0–4                                        | WK-kwalificatie                            | Goal                                       |
| 67                                         | 10 Sep 2008                                | Portugal – Denemarken                      | 2–3                                        | WK-kwalificatie                            |                                            |
| 68                                         | 19 Nov 2008                                | Brazilië – Portugal                        | 6–2                                        | Vriendschappelijk                          | Goal                                       |
| 69                                         | 28 Mar 2009                                | Portugal – Zweden                          | 0–0                                        | WK-kwalificatie                            |                                            |
| 70                                         | 31 Mar 2009                                | Portugal – Zuid-Afrika                     | 2–0                                        | Vriendschappelijk                          |                                            |
| 71                                         | 06 Jun 2009                                | Albanië – Portugal                         | 1–2                                        | WK-kwalificatie                            |                                            |
| 72                                         | 12 Aug 2009                                | Liechtenstein – Portugal                   | 0–3                                        | Vriendschappelijk                          |                                            |
| 73                                         | 05 Sep 2009                                | Denemarken – Portugal                      | 1–1                                        | WK-kwalificatie                            |                                            |
| 74                                         | 09 Sep 2009                                | Hongarije – Portugal                       | 0–1                                        | WK-kwalificatie                            |                                            |
| 75                                         | 10 Oct 2009                                | Portugal – Hongarije                       | 3–0                                        | WK-kwalificatie                            | Goal · Goal                                |
| 76                                         | 14 Oct 2009                                | Portugal – Malta                           | 4–0                                        | WK-kwalificatie                            | Goal                                       |
| 77                                         | 14 Nov 2009                                | Portugal – Bosnië en Herz.                 | 1–0                                        | WK-kwalificatie                            |                                            |
| 78                                         | 18 Nov 2009                                | Bosnië en Her. – Portugal                  | 0–1                                        | WK-kwalificatie                            |                                            |
| 79                                         | 03 Mar 2010                                | Portugal – China                           | 2–0                                        | Vriendschappelijk                          |                                            |
| 80                                         | 01 Jun 2010                                | Portugal – Kameroen                        | 3–1                                        | Vriendschappelijk                          |                                            |
| 81                                         | 08 Jun 2010                                | Portugal – Mozambique                      | 3–0                                        | Vriendschappelijk                          |                                            |
| 82                                         | 15 Jun 2010                                | Ivoorkust – Portugal                       | 0–0                                        | WK-eindronde                               |                                            |
| 83                                         | 21 Jun 2010                                | Portugal – Noord-Korea                     | 7–0                                        | WK-eindronde                               | Goal                                       |
| 84                                         | 25 Jun 2010                                | Portugal – Brazilië                        | 0–0                                        | WK-eindronde                               |                                            |
| 85                                         | 29 Jun 2010                                | Spanje – Portugal                          | 1–0                                        | WK-eindronde                               |                                            |

## Erelijst
Atlético Madrid
- UEFA Europa League

2010